# Lac de Chalain (rive occidentale)
La rive occidentale du lac de Chalain, en France, est l'un des 111 sites palafittiques préhistoriques autour des Alpes classés au Patrimoine mondial de l'Unesco. Le site est situé sur la rive ouest du lac de Chalain, dans le massif du Jura, entre les communes de Fontenu, Marigny, et Doucier, dans le Jura, en Bourgogne-Franche-Comté.

## Vestiges

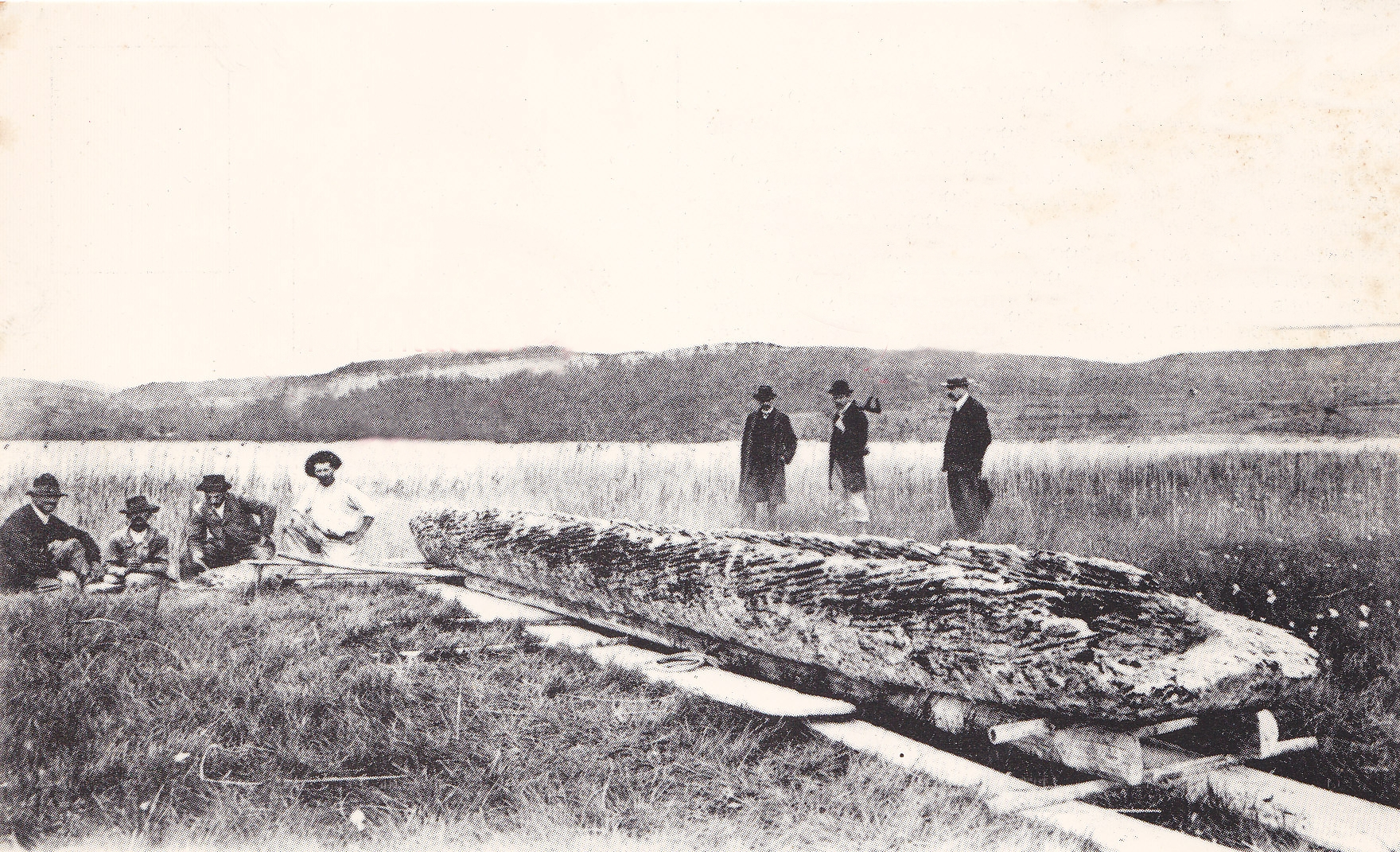
Vestige de pirogue de l'Âge du bronze

D'importants vestiges d'une cité lacustre, ainsi qu'une collection d'objets, outils, armes, vêtements, chaussures, en bois, tissus, cuir, et poterie, remarquablement préservés par les sédiments du lac, ont été découverts sur le site.

## Chronologie
La cité lacustre a été occupée d'environ 4000 à 750 av. J.-C., c'est-à-dire du Néolithique à l'Âge du bronze.

## Conservation
Les vestiges archéologiques sont rassemblés au musée d’archéologie du Jura de Lons-le-Saunier (avec ceux du Grand Lac de Clairvaux, à 20 km au sud-ouest). On relève en particulier une pirogue de 9,35 m, creusée dans un tronc de chêne, parfaitement conservée dans les marnes de la rive du lac.

## Protection
Le site (non ouvert au public) et celui du Grand Lac de Clairvaux voisin sont classés aux monuments historiques en 1911 (complété par une inscription en 1992),, ainsi qu'au Patrimoine mondial de l'Humanité depuis le 27 juin 2011,,.